# Prêmio Parceiros da Imprensa
Prêmio Parceiros da Imprensa é um evento organizado pela Secretaria de Comunicação – SECOM da Universidade de Brasília - UnB.  
O prêmio foi aprovado pelo ato 2516 da Reitoria, com a proposta de homenagear os professores que mais concederam entrevistas aos veículos de comunicação durante o ano. Ele reconhece a importância dos docentes e pesquisadores na formação da imagem institucional da universidade já que estes romperam as paredes da academia e aproximaram ciência da comunidade externa.
A ex-vice-reitora Sônia Báo destacou que, ao fazer a interlocução com a imprensa e a sociedade, a Secom tem o papel essencial de mostrar o que é feito na UnB. “Nós professores, muitas vezes, usamos uma linguagem acessível apenas aos nossos pares. Esse trabalho de ‘tradução’ é importantíssimo para as pessoas e para a instituição”.